# 俄罗斯总参谋部军事学院
俄罗斯联邦武装力量总参谋部军事学院（俄语：Военная академия Генерального штаба Вооружённых Сил Российской Федерации）是苏联和俄罗斯的一所军事学院，1918年成立于苏俄莫斯科，位置与伏龙芝军事学院相距不远。该学院负责培训苏联和俄罗斯军队中的杰出军官，学员多为30岁左右的校级军官，学制两年，毕业后不久授予将级军衔。

## 名称
该校名称经历多次变化：
- 1918年—红军总参军事学院
- 1921年—工农红军军事学院
- 1936年—工农红军总参军事学院
- 1941年—工农红军伏罗希洛夫元帅总参军事学院
- 1958年—苏联总参谋部军事学院
- 1969年—伏罗希洛元帅苏联总参谋部军事学院
- 1992年—俄罗斯总参军事学院

## 知名教师
- 马特维·扎哈罗夫
- 格奥尔吉·萨莫伊洛维奇·伊谢尔松

## 院长
- 1943年-1945年：鲍里斯·米哈伊洛维奇·沙波什尼科夫
- 1945年-1949年：马特维·扎哈罗夫
- 1949年-1956年：弗拉基米尔·瓦西里耶维奇·库拉索夫
- 1956年-1958年；伊万·霍夫汉内斯·巴格拉米扬
- 1965年3月—1968年4月：弗拉基米尔·德米特里耶维奇·伊万诺夫